# Prefektura apostolska Yueyang
Prefektura apostolska Yueyang (łac. Praefectura Apostolica Yochovensis) – rzymskokatolicka prefektura apostolska ze stolicą w Yueyang, w prowincji Hunan, w Chińskiej Republice Ludowej.
Prefektura nie istnieje w strukturach Patriotycznego Stowarzyszenia Katolików Chińskich, które połączyło ją i 7 innych jednostek kościelnych w tej prowincji w diecezję Hunan ze stolicą w Changsha. Formalnie nastąpiło to w 1999.

## Historia
7 maja 1931 z mocy decyzji Piusa XI wyrażonej w brewe Ob nimiam latitudinem erygowano prefekturę apostolską Yueyang. Dotychczas wierni z tych terenów należeli do wikariatu apostolskiego Changde (obecnie diecezja Changde).
Od zwycięstwa komunistów w chińskiej wojnie domowej w 1949 prefektura apostolska, podobnie jak cały prześladowany Kościół katolicki w Chinach, nie może normalnie działać. W 1958 Patriotyczne Stowarzyszenie Katolików Chińskich mianowało Jamesa Li Shurena OESA swoim ordynariuszem w Yueyang, mimo iż prefekt apostolski Angelo de la Calle Fontecha OESA nie zrzekł się tego urzędu. Li Shuren przyjął sakrę bez zgody papieża zaciągając na siebie ekskomunikę latae sententiae. Rządził on prefekturą do śmierci w 1997. W 1999 PSKCh zlikwidowało prefekturę. Zostało to dokonane bez mandatu Stolicy Świętej, więc z kościelnego punktu widzenia działania te były nielegalne.
Brak jest informacji o jakimkolwiek prefekcie apostolskim z Kościoła podziemnego.

## Prefekci apostolscy
- Angelo de la Calle Fontecha OESA[5] (1932 - 1964) de facto wydalony z komunistycznych Chin, nie miał po tym czasie realnej władzy w prefekturze
- sede vacante (być może urząd prefekta sprawowali duchowni Kościoła podziemnego) (1964 - nadal)
  - Methodius Qu Ailin (2012 - nadal) administrator apostolski; arcybiskup Changshy

### Antyprefekci
Ordynariusz mianowany przez Patriotyczne Stowarzyszenie Katolików Chińskich nieposiadający mandatu papieskiego:
- bp James Li Shuren (1958 - 1997)